# El Bordj (distrito)
El Bordj é um distrito localizado na província de Mascara, Argélia, e cuja capital é a cidade de mesmo nome. A população total do distrito era de 36 560 habitantes, em 2008.[carece de fontes?]

## Comunas
O distrito é composto por três comunas:
- El Bordj
- Khalouia
- El Menaouer